# Шуазёль-Гуфье, София
Графиня София Шуазёль-Гуфье́, урождённая Тизенга́уз(ен) (1790—1878) — фрейлина императриц Елизаветы Алексеевны и Марии Фёдоровны, автор ряда исторических романов, мемуаристка. Известна как первая в Литве писательница. Оставила ценные воспоминания о времени царствования Александра I, Отечественной войне 1812 года и заграничных походах русской армии 1813—1814 годов.

## Биография
Родилась в имении Желудок возле города Лида, который тогда входил в состав Речи Посполитой (через пять лет после её рождения этот город был присоединён к Российской империи в ходе третьего раздела Польши). Дочь последнего шефа литовской гвардии графа Игнатия Тизенгауза (1760—1822) от его брака с Марианной Пшездецкой (1763—1843), дочери подканцлера Литовского Антония Пшездецкого (1718—1772) и Катарины Огинской (1725—?). По матери была племянницей княгини Елены Радзивилл.
Её родители развелись, когда она была ещё ребёнком. Выросла в семье родственников в поместье недалеко от Вильно. Получила соответствующее своему аристократическому статусу образование: общеобразовательные предметы, музыку и рисование ей преподавали домашние учителя. Домашним учителем рисования юной Софии был известный литовский художник, будущий профессор живописи Виленского университета Ян Рустем. В доме Софии говорили по-французски, и этот язык стал для неё родным.
Весной 1812 года юная графиня София познакомилась с российским императором Александром I. У них сложились дружеские отношения, которые поддерживались до конца жизни российского монарха. Одна из немногих представителей польско-литовской аристократии, она была удостоена придворного женского звания фрейлины в свите российских императриц Елизаветы Алексеевны (супруги Александра I) и Марии Фёдоровны (матери Александра I) и получила право ношения соответствующего фрейлинского шифра (бриллиантовой заколки в виде монограмм императриц России).
София Тизенгаузен пережила в Вильно французскую оккупацию и освобождение русской армией. Встречалась с Наполеоном I, посещавшим Вильно. Гордость и достоинство, с которым молодая польско-литовская графиня держалась в ходе общения с императором Франции в оккупированном им Вильно, а также её открытая демонстрация симпатий российскому двору (на встречу с Наполеоном София принципиально пришла в платье с бриллиантовым фрейлинским шифром с монограммами российских императриц) сделало её поступок очень известным и популярным в русском обществе и русской армии. Особенное уважение вызывал нескрываемый пророссийский патриотизм графини. На прямой вопрос Наполеона: «Вы — русская дама?» она ответила: «Я не имею чести быть русской». В то время, как многие представители польской и литовской аристократии были настроены антироссийски и поддерживали французскую оккупацию.

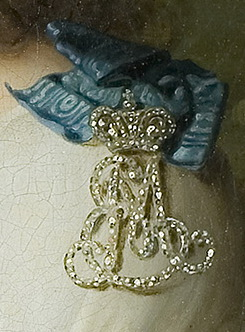
Шифр фрейлин российских императриц Елизаветы Алексеевны и Марии Фёдоровны

Во время своего пребывания в Вильне Наполеон потребовал, чтобы дамы явились на прием в замок. <…> Видя, что избежать представлений мне нельзя, я объявила о своем намерении явиться в замок с шифром. <…> Никогда ещё я не надевала своего шифра с таким удовольствием, я скажу даже — с гордостью.

Я отправилась в замок вместе с несколькими дамами из моих знакомых, которые употребили все старания, чтобы убедить меня снять шифр. Они пытались напугать меня, говоря, что Наполеон — страшный человек <…> Ничто не могло заставить меня изменить мое решение. <…> с моей стороны было бы столь же малодушно, как и неблагодарно отбрасывать, в присутствии счастливого и торжествующего противника, знаки благоволения государя, столь достойного быть любимым, и притом, в ту самую минуту когда государь этот, казалось, был преследуем судьбой. Все мое сердце возмущалось при одной этой мысли. <…> 

Когда меня назвали Наполеону, взгляд его внимательно устремился на мой бриллиантовый шифр с голубой кокардой. 

— «Что это у вас за орден?» — спросил он. 

— «Шифр Их Величеств, русских императриц». 

— «Так вы — русская дама?». 

— «Нет, Ваше Величество, я не имею чести быть русской».— s:Исторические мемуары об Императоре Александре и его дворе (Шуазель-Гуфье)
После освобождения Вильно, главнокомандующий русской армией фельдмаршал М. И. Кутузов навестил графиню Софию Тизенгаузен, с которой давно был знаком. Он выразил восхищение её поведением на представлении Наполеону и дал вечер в Вильно в её честь, представив Софию всему русскому генералитету со словами: «Вот молодая графиня, надевшая шифр перед лицом Наполеона».
После войны вышла замуж за сына французского дипломата и деятеля культуры графа Огюста де Шуазёль-Гуфье Антония Людвига Октавия Шуазёль-Гуфье (1773—1840). Венчание было 3 февраля 1818 года в церкви св. Матфея в поместье Рокишкис. Брак был не очень счастливым. Жила с мужем во Франции, где была представлена ко двору Людовика XVIII. Была знакома с Александром Дюма отцом и многими другими видными европейскими писателями своего времени. Овдовев, летом и весной жила в своей усадьбе Плателяй, где перестроила центральное здание по своему проекту. В холодное время года много путешествовала по Европе. Последние годы проживала в Ницце, где и скончалась 28 мая 1878 года.
Крестным отцом её единственного сына Александра (1821—1896) был российский император Александр I. В честь их сына названа деревня лит. Aleksandravas‎ (ныне — в Плунгеском районе Тельшяйского уезда Литвы).

## Писатель и мемуарист

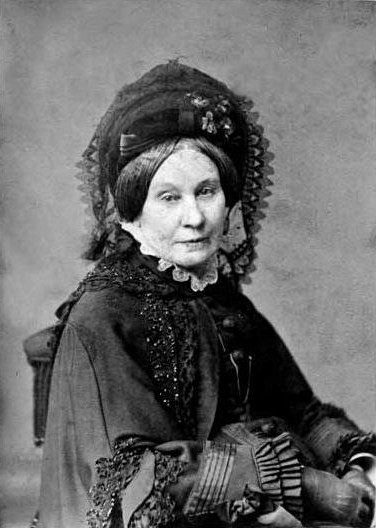
София Шуазёль-Гуфье

София Шуазёль-Гуфье является одной из первых женщин-писателей в истории Литвы. Писала на французском языке. Большая часть её произведений — это исторические романы, которые основаны на реальных событиях и посвящены жизни женщин современной ей польско-литовской знати Российской империи. В одном из первых своих первых рассказов «Ванда и Радигер» она высказывала надежду на возрождении Польши благодаря Наполеону.
Также интересным историческим источником являются её мемуары «Воспоминания графини Шуазель-Гуфье об императоре Александре I и императоре Наполеоне» (1-е издание — 1829 год,  также издавались в 1862 и 1879 годах), рассказывающие о времени царствования Александра I, Отечественной войны 1812 года и заграничных походов русской армии 1813—1814 годов через призму взглядов польско-литовской дворянки, поддерживающей русского императора и его политику.
Значительное внимание в мемуарах графини уделено императорам Александру I и Наполеону I, а также фельдмаршалу М. И. Кутузову, с которыми она была лично знакома. Также описана судьба Вильно во время французской оккупации и освобождения русской армией в ходе Отечественной войны 1812 года (графиня была свидетелем этих событий).